# Claudia Olaso
Claudia María Olaso Piacenza (Montevideo, 11 de abril de 1962 – 22 de enero de 2019) fue una artista visual uruguaya.

## Biografía
Su infancia y gran parte de su vida transcurrió en el campo, en Paso de los Toros. Esta proximidad con la vida y las actividades rurales se ve reflejada en su obra artística, tanto en los materiales empleados en sus creaciones como en las temáticas abordadas.
Objetos escultóricos e instalaciones realizados con lana sin procesar, cuero, lonja, tiento, ubres, tripas, incluso sangre de capar en expresionistas manchas sobre lienzo. Incorporando también elementos de oficios tradicionales con una impronta plástica en sus elaboraciones de uso cotidiano para las tareas rurales, integra a su obra atillos y tientos trenzados. Utilizó expresivamente estos elementos para movilizar al espectador sobre temas ecológicos y sociales, revalorizando lo simbólico de las tradiciones rurales de su país y poniendo en alerta sobre las amenazantes consecuencias de la rápida industrialización confrontada al ritmo lento del campo.
Estudió con José Arditti, Edgardo Ribeiro, Guillermo Fernández, Clever Lara y Alfredo Torres. Formó parte del CETU (Centro de Artistas Textiles del Uruguay) e integró su directiva entra 2006 y 2009. Participó en numerosas exposiciones de arte y encuentros textiles.

## Exposiciones (selección)
- 2016 “Cobijas del cuerpo, cobijas del alma”, MAPI.
- 2013 XVIII Encuentro de Arte Textil, Fundación Unión, Montevideo, Uruguay
- 2013 “Travesías Textiles”, World Textile Arts WTA, Casa de la Cultura de Maldonado, Maldonado.
- 2012 Aerícolas, Museo Nacional de Artes Visuales, Montevideo, Uruguay.[4]
- 2012 Helada Lúpulo, exposición individual, Espacio de Arte Contemporáneo EAC, Montevideo, Uruguay
- 2010 Proyecto Matriotra, Museo d´Arte Moderna di Bologna. Bolonia, Italia.
- 2010 Telas industriales, Museo de Arte Contemporáneo de El País.
- 2010 Azulejos textiles, CETU, Museo del Azulejo, Montevideo.
- 2011 Premio de Pintura Bicentenario, Museo Nacional de Artes Visuales. Montevideo, Uruguay.
- 2011 6.ª Bienal Internacional de Arte Textil Contemporáneo, WTA. México DF, México.
- 2009 5.ª Bienal Internacional de Arte Textil Contemporáneo. WTA Buenos Aires, Argentina.
- 2009 “Aun”, exposición individual, Instituto Goethe, curador Alfredo Torres. Montevideo, Uruguay.
- 2008 53.º Premio Nacional de Artes Visuales Hugo Nantes, Museo Nacional de Artes Visuales, Montevideo.
- 2008 “Satélites de Amor 6 ”, Políticas de la Afectividad, Museo Nacional de Artes Visuales, Montevideo.
- 2008 “Hacer, pensar y sentir el agua”, Cuartel de Dragones, Maldonado, Museo de Historia del Arte, Montevideo.
- 2005 XIV Encuentro Nacional de Arte Textil, sala MEC.
- 1989 1.ª Muestra Itinerante de Artistas Plásticos del Interior, representando a Tacuarembó.
- 1989 Exposición individual en Sala Cinemateca, curaduría Hilda López. Montevideo, Uruguay.
- 1988 Segundo Salón Nacional de Artes, Rivera.
- 1986 3.º Encuentro de Principiantes del Tapiz, Museo Departamental de San José.

## Premios y reconocimientos
- 2008 53.º Premio Nacional de Artes Visuales Hugo Nantes, Museo Nacional de Artes Visuales, Montevideo.
- 2006 52.º Premio Nacional de Artes Visuales María Freire, Museo Nacional de Artes Visuales, Montevideo.